# Hermann Baumann

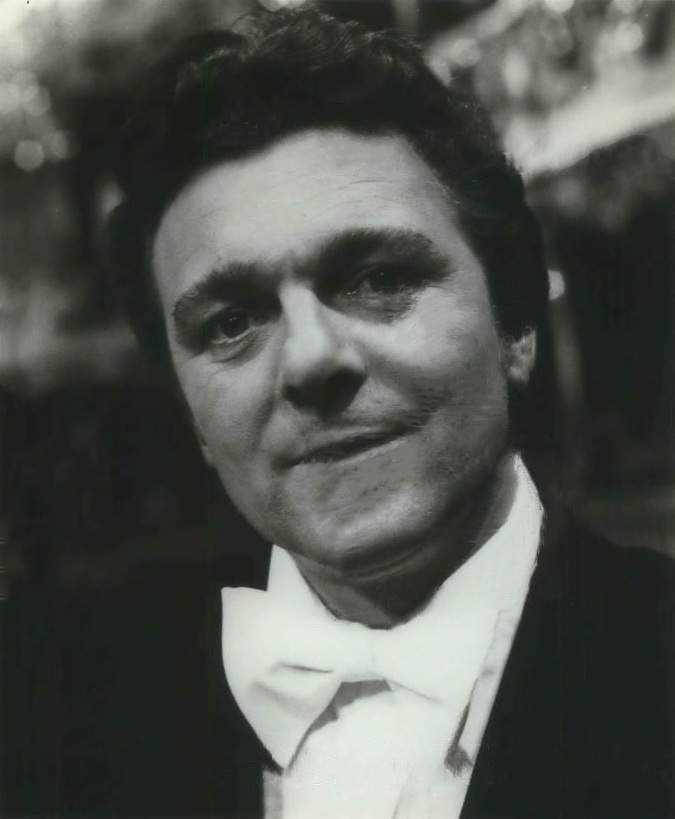
Hermann Baumann in 1984

Hermann Baumann (Hamburg, 1 augustus 1934 – 29 december 2023) was een Duits hoornist, muziekpedagoog en componist.
Baumann was in zijn jeugd actief als zanger en jazzdrummer. Hij stapte over naar de hoorn op 17-jarige leeftijd. Na zijn studie bij Fritz Huth speelde hij twaalf jaar lang eerste hoorn in diverse Duitse symfonieorkesten, waaronder de Dortmunder Philharmoniker en het Radio-Sinfonieorchester Stuttgart des SWR.
Zijn carrière als solist begon in 1964 toen hij de eerste prijs won in het prestigieuze Internationale muziekconcours van de ARD in München. Sindsdien maakte hij een groot aantal opnames, zowel van soloconcerten als kamermuziek.  Hij name de beide hoornconcerten van Richard Strauss op met Kurt Masur en het Gewandhausorchester en meerdere concerten van Telemann en Haydn met de Academy of St. Martin in the Fields en Iona Brown. Ook werkte hij samen met Concerto Amsterdam o.l.v. Jaap Schröder. De Mozart-concerten nam hij op met de moderne ventielhoorn met Pinchas Zukerman en het Saint Paul Chamber Orchestra, maar ook met natuurhoorn samen met Concentus Musicus Wien onder leiding van Nikolaus Harnoncourt.
Hij heeft baanbrekend werk verricht voor zijn instrument in de barok- en renaissancemuziek en de muziek uit de klassieke periode. In 1999 kreeg hij van de 'Historic Brass Society' de Christopher Monk Award voor zijn levenslange bijdrage aan de muziek op oude instrumenten.
Baumann gaf les aan de Folkwang Hochschule in Essen gedurende 30 jaar en gaf masterclasses over de hele wereld. Tot zijn leerlingen behoren Eric Borninkhof, Wilhelm Bruns, Peter Arnold, Javier Bonet-Manrique, Christian Fitzner, Paul van Zelm, Johannes Ritzkowsky, Jürgen Bertelmann en Mahir Çakar.
Baumann overleed op 89-jarige leeftijd op 29 december 2023.
- Bibsys: 1066114
- Biblioteca Nacional de España: XX4837540
- Bibliothèque nationale de France: cb13891245k (data)
- CiNii: DA11762329
- Gemeinsame Normdatei: 134323556
- International Standard Name Identifier: 0000 0001 1579 1982
- Library of Congress Control Number: n81072543
- Nationale Bibliotheek van Letland: 000118881
- MusicBrainz: b310f398-42ad-4893-b6e9-e83b2728d199
- Nationale Bibliotheek van Tsjechië: xx0001484
- Nationale Bibliotheek van Israël: 987007277101505171
- Nationale Bibliotheek van Polen: a0000002805791
- Nationale en Universitaire bibliotheek Zagreb: 000593173
- Nederlandse Thesaurus van Auteursnamen: 07131184X
- Réseau des bibliothèques de Suisse occidentale: 02-A012320617
- Istituto Centrale per il Catalogo Unico: UBOV849891
- Système universitaire de documentation: 172644976
- Virtual International Authority File: 101042358
- WorldCat: E39PBJdx8THDdRr7HtHtXVxYyd